# Пријатељи деце Србије
Пријатељи деце Србије је организација цивилног друштва, која се бави бригом о деци, и заштитом права детета. Организација је непрофитна, а непосредно ради са децом тамо где она живе: у школама, предшколским установама, насељима, месним заједницама, у општини... 
ПДС једина има своје организације у свим крајевима Србије. 
Организацију, на добровољној основи чине родитељи, наставници, стручњаци који се баве децом, као и остали заинтересовани грађани.

## Настанак и кратак историјат
То је најстарија организација те врсте у Србији, наследник је организације коју су основали 1880. године под називом Друштво за потпомагање и васпитање сиротне и напуштене деце доброчинитељи (официри, лекари, богатији људи онога времена) у циљу заштите деце која су била жртве насиља. 
Од тог периода организација континуирано постоји (са неким краћим прекидима у периодима ратова).
Назив организације је више пута мењан, али функција организације, тј. заштита деце, је увек остала иста.

## Циљеви организације данас
Општи циљ ПДС-а је да доприноси промоцији и остварењу права детета и стварању услова за безбедно и срећно детињство, за поштовање положаја детета у друштву, за слободан, хармоничан и оптималан развој све деце у духу наше традиције и Конвенције о правима детета. 
Такође и организује активности за децу и активност деце (стваралачке, игровне, техничке, рекреативне, хуманитарне...).

## Структура организације
ПДС је асоцијација општинских организација и тежиште активности ПДС-а је управо у општинским организацијама, што омогућава непосредан рад са великим бројем деце и организовање активности саме деце.
Данас постоји 40 општинских организација које су удружене у ПДС кроз учешће у различитим програмима. ПДС настоји да повећа број општинских организација.
Републичка организација ПДС организује активности са децом и за децу која су од општег интереса, координира рад општинских организација и води међународну сарадњу.

## Партнери ПДС-а
ПДС сарађује са великим бројем домаћих организација и институција, као што су:
- Влада Републике Србије
- Савет за права детета Републике Србије
- Министарство рада и социјалне политике
- Министарство просвете
- Друге организације које се баве правима детета
- Министарство културе
- Министарство правде
- Уницеф

## Активности и пројекти
- Дечја недеља-најзначајнија акција промоције права детета у целој Србији.
- Награда Невен-додељује се већ 50 година за дечју књижевност, а од скора и за популарну науку за децу и за илустрацију. То је својеврсна историја српске књижевности за децу.
- Дечје игре без граница-разноврсне игровне и креативне активности за децу из целе Србије.
- Буквар дечјих права- јединствени у свету превод Конвенције о правима детета Уједињених нација, на језик поезије доступан деци.
- Пројекат Локалне акције за остваривање права детета
- Добра играчка-редовни годишњи конкурс за домаћу добру играчку.
- Караван-за помоћ деци на КиМ
- Кодекс Деца и медији-правила за заштиту деце у медијима.
- Кодекс против злоупотребе деце у политичке сврхе
- Летњи кампови
- Акције Деца-деци
- Трибине, округли столови, медијски наступи...